# Porsarago
Porsarago è la denominazione volgare, tipica di alcuni comuni a nord di Roma, tra i quali (Campagnano di Roma, Morlupo, Formello, Sacrofano), con la quale si denota una variante locale di pianta da frutto, piuttosto simile al nespolo, ma certamente distinta da questo in quanto i suoi frutti sono mediamente della metà in dimensioni, ma più dolci. 
Il consumo eccessivo di frutti di Porsarago freschi provoca stitichezza, mentre la tipica utilizzazione nella cucina locale è la crostata di porsaraghi, dolce locale tipico nella ricorrenza della Pentecoste.